# Lipinia semperi
Lipinia semperi — вид сцинкоподібних ящірок родини сцинкових (Scincidae). Ендемік Філіппін.

## Поширення і екологія
Lipinia semperi мешкають на островах Мінданао, Каміґуїн-Сур і, можливо, Самар. Вони живуть у вологих рівнинних тропічних лісах. Ведуть деревний спосіб життя.